# Janko Kamauf
Janko Kamauf var Gradecs siste stadsdomare och Zagrebs förste borgmästare. Kamauf tillträdde ämbetet som Zagrebs förste borgmästare den 15 maj 1851.
Efter ett kejserligt dekret utfärdat den 7 september 1850 skedde en administrativ förening av den kungliga fristaden Gradec, Kaptol och de omgivande samhällena Nova Ves och Horvati. Föreningen som kom att symbolisera en ny era i Zagrebs historia leddes av greven och banen av Kroatien Josip Jelačić 1850. 

## Biografi
Janko Kamauf var en infödd Gradecbo och advokat till yrket. Han förblev Zagrebs borgmästare fram till 1857.